# Carollia perspicillata
Carollia perspicillata é uma espécie de morcego da família Phyllostomidae. Pode ser encontrada na América Central e na América do Sul.

## Descrição
C. perspicillata é um morcego de porte pequeno a médio, com orelhas relativamente curtas e uma folha nasal curta e triangular. Possuem pelos densos e macios, e podem ter várias cores, variando do preto ao marrom e cinza, além de morcegos albinos e alaranjados encontrados em certas áreas. Seu dimorfismo sexual varia de acordo com sua localização geográfica. Na Colômbia, não há diferenças de tamanho e cor entre os sexos, mas nas Índias Ocidentais as fêmeas são geralmente maiores, e os machos são maiores em todos os outros lugares onde esta espécie é encontrada.

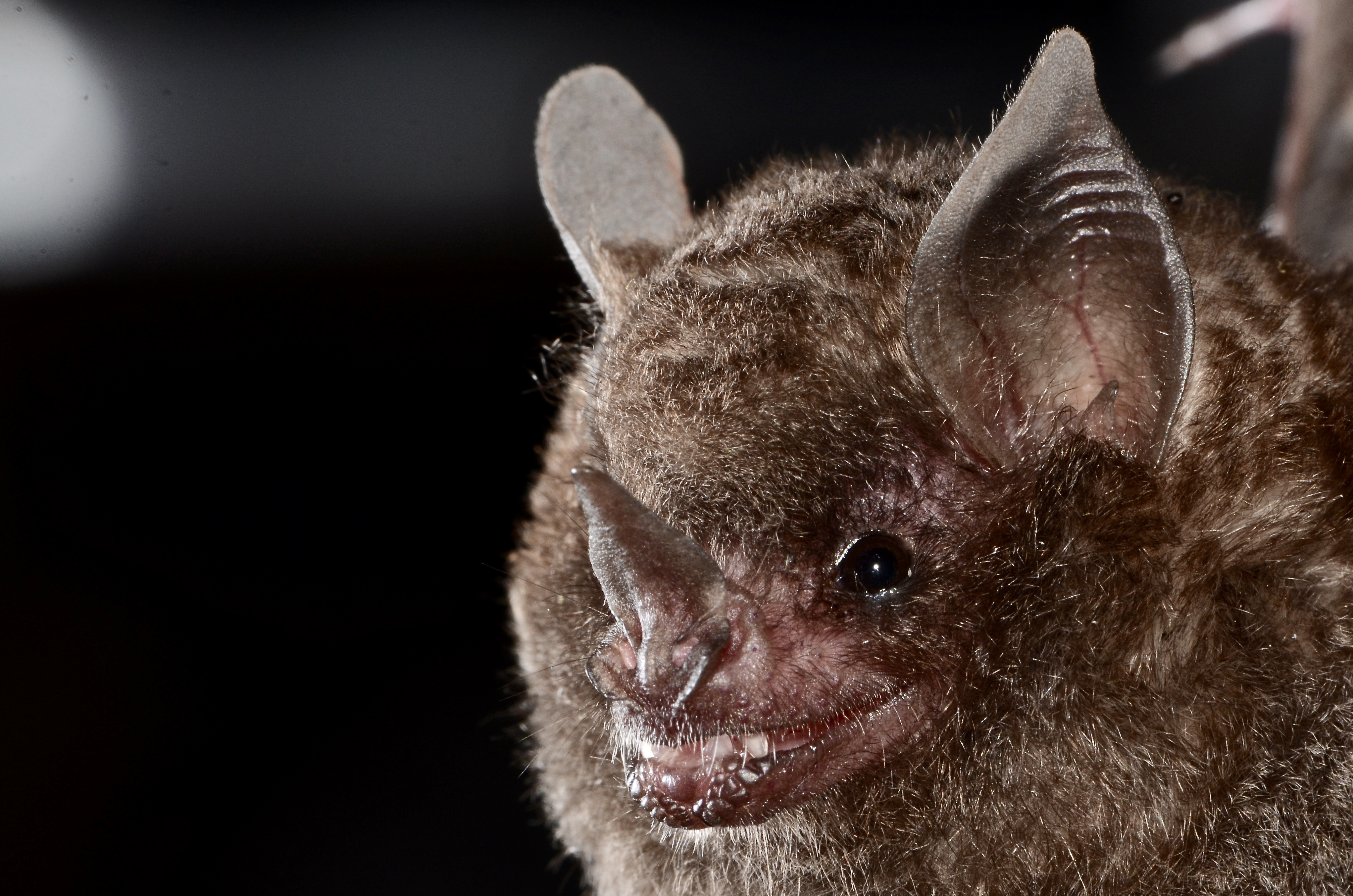
Foto de um morcego C. perspicillata capturado no Parque Estadual do Rio Doce, Brasil

C. perspicillata tem um olfato muito bom, boa acuidade visual e mostra menos especialização em seu aparelho auditivo em comparação com os morcegos insetívoros. No entanto, ainda empregam a ecolocalização como método principal de orientação. A espécie usa sons que se originam em suas bocas ou narinas, que são intensos e têm se mostrado os feixes de sonar mais direcionais em qualquer espécie de morcego ecolocalização.

## Ecologia

### Alcance e habitat
C. perspicillata é encontrada principalmente no México, Bolívia, Paraguai, Brasil, Trinidade e Tobago. Outros países incluem Guatemala, El Salvador, Honduras, Nicarágua, Costa Rica, Panamá, Colômbia, Venezuela, Guiana, Suriname, Guiana Francesa, Equador, Peru e Paraguai. São encontrados principalmente em florestas, tanto decíduas quanto perenes. É geralmente encontrado perto de água paradas, em áreas com uma grande quantidade de espaço interno livre, geralmente abaixo de altitudes de 1000 metros. Como resultado, é uma das espécies mais geralmente capturadas no nível do solo, com base em seus hábitos de forrageamento.

### Dieta
C. perspicillata é conhecido por comer uma grande variedade de frutas, com forte preferência pelo gênero Piper (Piperaceae), bem como néctar, pólen e insetos. É um morcego generalista, comendo uma grande variedade de frutas que se caracterizam por serem ricas em proteínas e pobres em fibras. Em épocas em que as frutas não são abundantes, complementam suas dietas com néctar e pólen das flores, o que também abre a possibilidade de serem polinizadores das flores que comem.

## Comportamento

### Empoleiramento
C. perspicillata empoleira-se em grupos com 10 a 100 membros em cavernas, árvores ocas e em túneis. Geralmente ficam empoleirados durante o dia e se alimentam à noite. Existem dois tipos diferentes de poleiros utilizados por esta espécie: haréns e poleiros de "solteiros". Nos haréns, há um único macho, algumas fêmeas e seus descendentes. Já os poleiros de "solteiros" são habitados por machos que não possuem haréns, com as fêmeas juntando-se sazonalmente.
Os machos são territoriais em relação a seus poleiros e muitas vezes lutam contra outros machos intrusos. Os machos seguem um padrão de estágios de comportamento antes de lutar. Isso envolve movimentos da orelha, levantamento da cabeça, esticamento do pescoço, desdobramento da asa, imitação de socos e, finalmente, desferimento de socos. Mesmo que este seja um comportamento agressivo, qualquer macho pode parar de lutar e sair do conflito, e os ferimentos geralmente não são piores do que alguns arranhões e hematomas. Também foi demonstrado que os machos usam vocalizações distintas durante os conflitos, que podem ser usadas para determinar a identidade do competidor e, com base nessas informações, partes das etapas da "pré-luta" podem ser puladas e os animais começam a lutar.

### Acasalamento e reprodução
Os machos tentarão ativamente recrutar fêmeas para acasalar em seus haréns por meio do uso de vocalização e pairando. Foi demonstrado que existem dois períodos reprodutivos diferentes no ano, sendo um de junho a agosto e o outro de fevereiro a maio. O período de junho a agosto coincide com um período de alta produção de frutos e o período de fevereiro a maio com grande quantidade de flores.
Os períodos de gestação são de cerca de 120 dias e os jovens nascem precoces. Os recém-nascidos crescem rapidamente e atingem o peso corporal total de adulto após cerca de 10–13 semanas, e geralmente deixam o harém dos pais após cerca de 16 semanas. Todas as mulheres atingirão a maturidade sexual com um ano de idade, e os machos atingirão a maturidade sexual nos primeiros dois anos após o nascimento.
As mães se comunicam com seus filhos por meio da vocalização, e até foi demonstrado que uma mãe pode discriminar entre os chamados de seus filhos e os de outras fêmeas. Elas exibem mais comportamentos de abordagem maternal ao ouvir os chamados de seus próprios filhos, e mães mais experientes mostram mais comportamento de abordagem se comparado às novas mães. No entanto, esse comportamento não é o mesmo nos machos, que, em vez disso, adotam uma abordagem diferente para ouvir os chamados de seus descendentes. Os machos perseguirão as mães até que elas vão cuidar dos filhotes, mas não irão cuidar dos filhos eles próprios.

### Voo
Tal como acontece com outros morcegos, o metabolismo desses morcegos segue uma forma de "u" durante o voo. Isso significa que eles usam mais energia ao voar em velocidades no ar baixas e altas e usam menos energia em velocidades moderadas. A maioria de seus voos para encontrar comida são relativamente próximos, o que possibilita que levem frutas menores para seus poleiros, mas ainda assim comem frutas maiores na árvore.

## Ciclo de vida
Como muitas espécies de morcegos, C. perspicillata tem uma longa vida útil, podendo viver até dez anos. As taxas de mortalidade para morcegos são de 53% nos primeiros dois anos de vida, mas caem para 22% nos anos seguintes. Nesta espécie, não parece haver uma diferença na média de vida dos machos em comparação com as fêmeas.

## Cativeiro
Vários zoológicos, como o Zoológico do Central Park, mantêm colônias desses morcegos.